# 扁果润楠
扁果润楠（学名：Machilus platycarpa）为樟科润楠属下的一个种。